# Rosa Novell i Clausells
Rosa Novell i Clausells   (Barcelona, 20 de juny de 1952 - Barcelona, 27 de febrer de 2015) va ser una actriu i directora escènica catalana. Era la germana del periodista i actor Queco Novell i parella de l'escriptor Eduardo Mendoza.

## Biografia
El seu avi era Manuel Clausells, un apassionat activista cultural a la Catalunya d'abans de la guerra i amic del músic Eduard Toldrà.
Rosa Novell va créixer al barri de Gràcia on ja va interpretar els Pastorets als Lluïsos. Els seus pares eren uns grans actors aficionats del barri de Gràcia. Ella va actuar per primera vegada amb quatre anys:
| «              | Als quatre anys vaig debutar en una obra en què Sant Francesc convertia els indis. Jo feia d'índia amb una túnica i unes sandàlies que m'anaven enormes. M'havia de quedar quieta i en comptes d'això vaig dirigir-me al públic per recollir els seus aplaudiments. Em van haver de treure de l'escenari plorant. | » |
| — Rosa Novell, | |   |

L'any 1976 es va llicenciar en Literatura Catalana Contemporània a de Barcelona (UAB). Aquell mateix any va donar el títol a la seva mare per dir-li que a partir d'aquell moment es dedicaria a allò que més li agradava, la interpretació, i va cursar el seu primer any a l'Institut del Teatre. Tot i això, es va treure les oposicions per treballar a la Corporació Metropolitana. Després però, va continuar els seus estudis musicals (solfeig i violí) i de veu també a l'Institut.
Va estudiar dansa contemporània al Dance Centre de Londres i dansa clàssica i jazz amb l'actriu i directora de cinema i teatre Sílvia Munt. A més, a principis de la dècada dels 80 va fer cursos d'interpretació amb Carlos Gandolfo i John Strasberg i va cursar estudis de doctorat d'arts escèniques a l'Institut del Teatre.
El 2013 li van diagnosticar un càncer de pulmó que la va deixar cega un any més tard. Tot i la seva força de voluntat, que la va empènyer a seguir actuant malgrat la ceguera (L'última trobada), va morir a Barcelona el 27 de febrer de 2015 a causa d'aquesta malaltia.

## Carrera professional
Va debutar com a actriu professional de teatre el 1974 amb Les Troianes, d'Eurípides interpretant a Hècuba tot i que abans ja havia participat en obres menors. Des d'aleshores va treballar en nombrosos muntatges d'obres de grans autors nacionals i internacionals, i la seva tasca d'interpretació i direcció ha estat àmpliament reconeguda pel públic i la crítica. Cal destacar la seva actuació a obres com El balcó (1980) de Jean Genet, Al vostre gust (1984) de William Shakespeare, Oh, els bons dies (1984) de Samuel Beckett, La marquesa Rosalinda (1988) de Ramón María del Valle-Inclán, Elsa Schneider (1989) de Sergi Belbel, Quiriquibú de Joan Brossa (amb escenografia de Fabià Puigserver) o Restauració (1990) d'Eduard Mendoza.
L'any 1984 se li va encarregar una lectura de poemes de Josep Carner a la Universitat de Barcelona (UB) amb motiu del centenari del naixement del poeta. La bona acollida del públic va provocar que la Diputació de Barcelona enviés el seu grup de gira per tota Catalunya durant un any com a part de la seva campanya cultural. El 1985 va tornar a fer una lectura de poemes, aquesta vegada en homenatge a Salvador Espriu, a la UAB, va participar en el debat sobre “la femme et la mediterraneé: la voix” de l'Institut Francès de Barcelona i va fer un curs d'interpretació al Teatro Martín de Madrid.
Dels seus treballs en televisió, els més coneguts són la seva participació en El cor de la ciutat, de Televisió de Catalunya, Festa amb Rosa Maria Sardà (guió de Terenci Moix) i Hores d'amor i tristesa, d'Adrià Gual. En cinema, destaca la seva aparició a Lola, de Bigas Luna.
L'octubre de 2014 va reaparèixer sobre els escenaris després de quedar-se cega per culpa del càncer que patia i que finalment no va poder superar. La seva mort es va anunciar el 27 de febrer de 2015.
El mateix any va ser nominada al Premi Gaudí a la millor actriu secundària per la seva interpretació -l'última en un llargmetratge- a Rastres de Sàndal, estrenada després de la seva mort. Tot i que no es va endur el guardó, el títol es va emportar el premi a la millor pel·lícula en llengua catalana i els seus companys van recordar l'actriu en recollir l'estatueta.

## Premis
El 1988 va rebre el Premi Nacional d'Interpretació de la Generalitat de Catalunya per La Marquesa Rosalinda i el Premi Joanot d'Interpretació per La Ronda i un any després el Premi Margarida Xirgu per Elsa Schneider. Durant els anys 1990 es va fer amb altres premis d'interpretació entre els quals destaca el Premi de la Crítica pel seu paper a La senyora Florentina i el seu amor Homer, de Mercè Rodoreda, el 1995.
Ja als 2000, l'obra Plaça dels herois la va fer mereixedora del Premi de la Crítica i el Premi Butaca dels espectadors de teatre a la millor Interpretació. A més, l'any 2007 va rebre la Creu de Sant Jordi. i el 2014 el Premi Butaca a la trajectòria.
Com a directora cal destacar el muntatge Maria Rosa (1997) d'Àngel Guimerà, Olga sola, de Joan Brossa, premi de direcció de la Crítica el 1998, i Les dones sàvies, de Molière, Un'anima chiamata Puccini o Il Teatro alla Moda de B. Marcello (1999), Greus qüestions (2004), d'Eduard Mendoza, i Fi de partida (2005), de Samuel Beckett.

## Fons
Els fons de l'actriu han estat cedits per la seva família al Museu de les Arts Escèniques de l'Institut del Teatre de Barcelona que s'ha encarregat de la seva catalogació.Aquest fons comprèn des de l'any 1965 fins a l'any 2015. Consta de 37 caixes d'arxiu amb guions i obres de teatre amb anotacions, fotografies, correspondència, contractes, premsa i programes de mà; 23 cartells i 6 objectes. També podreu trobar un inventari.

## Obres
Rosa Novell va participar en una gran quantitat d'obres i va interpretar nombrosos personatges des que va debutar com a actriu l'any 1974.

### Teatre

#### Com a actriu
- (1968) La nostra ciutat, de Thorton Wilder. Grup G.E.N.T. Lluïsos de Gràcia. Teatro Independiente. Direcció: Josep Mª Salvadó

- (1969) Els físics, de Dürrenmatt. G.E.N.T. Direcció: Josep Mª Salvadó
- (1970) Massa temps sense piano, d'Alexandre Ballester. G.E.N.T. Direcció: Joan Lluís Bozzo
- (1974) Les Troianes d'Eurípides, versió de Jean-Paul Sartre i traducció de Manuel de Pedrolo. Grup d'estudis teatrals de la UAB. Direcció: Joan Lluís Bozzo. Interpreta a Hècuba

- (1975) Terra Baixa d'Àngel Guimerà, versió de Guillem J. Graells. Direcció: J. M. Montanyés, escenografia de Fabià Puigserver

- (1976) Quiriquibú de Joan Brossa. Direcció i escenografia: Fabià Puigserver. Interpreta el monòleg de transformisme “Pas d'acció” (9 personatges)

- (1976) El bon samarità… de J. Abellán. GREC 76. Campanya de teatre d'estiu realitzada al Teatre Grec de Barcelona. Direcció: Ll. Pascual, Pere Planella, Fabià Puigserver i escenografia de Fabià Puigserver

- (1976) Don Juan Tenorio de Zorrilla. Assemblea de Treballadors de l'espectacle. Born

- (1977) El somni d'una nit d'estiu de William Shakespeare. ADTE. Traducció de Josep Maria de Sagarra. Direcció: J. Mesalles i J. Puigcorbé. Interpreta a Titània i Hipòlita

- (1978) Antígona de Salvador Espriu. Grup d'estudis teatrals d'Horta. Direcció: J. Montanyés i Just Sagarra. Escenografia i vestuari: Fabià Puigserver. Interpreta a Ismene
- (1979) La Gavina d'Anton Txèkhov. Traducció de Joan Oliver. Direcció: Hermann Bonnin. Interpreta a Maixa.
- (1979) Hamlet de W. Shakespeare. Versió i traducció de Terenci Moix. Direcció: Pere Planella. Escenografia i vestuari: Montse Aenós i Isidre Prunés. Interpreta a Ofèlia

- (1979) Dragonera. Teatre Grec. La Trepa. Jorge Díaz
- (1980) El balcó de Jean Genet. Traducció de Carme Serrallonga. Direcció: Lluís Pasqual. Escenografia i vestuari: Fabià Puigserver. Interpreta a Chantal
- (1980) Marc Antoni i Cleopatra de W. Shakespeare. Direcció: J. Mesalles. Traducció de J.M. de Sagarra. Interpreta a Cleopatra
- (1981) El guant negre d'August Strindberg. Centre dramàtic de la Generalitat. Traducció de Lluís Solà. Direcció: Hermann Bonnin. Escenografia i vestuari: Ramon Ivars. Interpreta a la Dama
- (1982) El príncep d'Homburg de Von Kleist. Direcció: Ricard Salvat. Traducció de Carme Serrallonga. Espai escènic: Iago Bonet. Vestuari: Ramon Ivars. Interpreta a Natàlia, princesa d'Orange.
- (1983) Deixeu-me ser mariner de Jaume Serra Fontelles. Teatre Obert, Centre Dramàtic de la Generalitat. Escenografia: Joan Guillén. Direcció: Beno Mazzone. Premi Ciutat de Barcelona al millor muntatge, 1983. Interpreta a l'Àvia
- (1984) Oh, els bons dies de Samuel Beckett. Traducció de V. Altaió i P. Gifreu. Direcció: José Sanchis Sinisterra. Escenografia: Noguera i Simó. Interpreta a Wini. Estrenada al Teatre Regina de Barcelona i portada al Festival Internacional de Teatro de Valladolid, a Granada, Terrassa, Olot, València, Madrid i al Festival Internacional de Saragossa.
- (1984) Al vostre gust de W. Shakespeare, Traducció de Josep Mª de Sagarra. Direcció: Ll. Pascual. Escenografia i vestuari: Fabià Puigserver. Interpreta a Rosalina-Ganímedes
- (1985) L'àguila de dos caps de Jean Cocteau. Traducció de G. J. Graells. Vestuari: R. Espada. Escenografia: E. Ivars. Interpreta a Edith de Berg
- (1985) La Ronda d'A. Schnitzler. Direcció: Mario Gas. Interpreta a l'Actriu
- (1986-1987) La senyora de Sade de Yukio Mishima. Direcció: J. Mesalles. Interpreta a Renée de Sade
- (1987) El 30 d'abril de Joan Oliver. Direcció: Pere Planella. Interpreta a Xamuka Xepé
- (1987) L'intercanvi de Paul Claudel. Direcció: Ariel García-Valdés. Interpreta a Lechy Elbernon
- (1988) La marquesa Rosalinda de Ramón María del Valle-Inclán. Direcció: Alfredo Arias. Interpreta a la Marquesa Rosalinda
- (1989) Elsa Schneider de Sergi Belbel. Direcció: Ramón Simó. Interpreta a Romy Schneider
- (1989) El viatge de Manuel Vázquez Montalbán. Direcció: Ariel García-Valdés. Interpreta a Teresa, Empar i Irene
- (1990) Restauració d'Eduardo Mendoza. Direcció: Ariel García-Valdés. Coproducció de la Companyia Rosa Novell. Interpreta a Mallenca
- (1992) Edip, tirà de Sòfocles. Direcció: M. Langoff. Interpreta a Iocasta. Gira per Madrid, Còrdova, Suïssa i França
- (1992) El gran mercado del mundo de Calderón de la Barca. Direcció: Miguel Narros. Interpreta a La Culpa
- (1993) Cartes a nenes de Lewis Carroll. Direcció: Hermann Bonnin. Interpreta a Alícia
- (1993) Joan Miró, l'amic de les Arts a partir de textos de Joan Miró, S. Gasch i J. V. Foix. Direcció: Hermann Bonnin. Companyia Rosa Novell
- (1994) La senyora Florentina i el seu amor Homer de Mercè Rodoreda. Direcció: Mario Gas. Interpreta a la senyora Florentina
- (1994) Queridos míos, es preciso contaros ciertas cosas… d'Agustín Gómez-Arcos. Direcció: C. Portacelli. Interpreta a La Duquesa
- (1995) Antoni i Cleopatra de W. Shakespeare. Traducció d'Eduardo Mendoza. Direcció: X. Albertí
- (1996) Revolta de bruixes de Josep Maria Benet i Jornet. Direcció: Lourdes Barba. Interpreta a RIta
- (1996) De poble en poble de Peter Handke. Direcció: Joan Ollé. Interpreta a Nova. Premi Ciutat de Barcelona
- (1998) La veu humana de Jean Cocteau amb Margarida Minguillón. Direcció: Jaume Villanueva
- (1999) Memorias de Adriano de Marguerite Yourcenar. Direcció: Maurizio Scaparro
- (2000) Plaça dels herois de Thomas Bernhard. Direcció: Ariel García-Valdés. Interpreta a la Senyora Zittel
- (2000-2001) La noche de Molly Bloom. Direcció: L. Barba. Monòleg dramatitzat per José Sanchis Sinisterra a partir del final de l'Ulisses de James Joyce
- (2001) Unes polaroids explícites de Mark Ravenhill. Direcció de J. M. Mestres
- (2002) Coriolà de W. Shakespeare. Direcció: Georges Lavaudant
- (2002) Fedra de Jean Racine. Direcció: J. V. Plaza: Muntatge: Joan Ollé
- (2003) Zona zero de Neil LaBute. Direcció: Mario Gas. Interpreta a Abby Prescott
- (2005) Casa i jardí d'Alan Ayckbourn. Interpreta a Trish
- (2007) Mòbil de Sergi Belbel. Direcció: Lluís Pascual
- (2008) El dia del profeta de Joan Brossa
- (2008) Un dia. Mirall trencat de Mercè Rodoreda. Adaptació de Ricard Salvat i Manuel Molins. Interpreta a Teresa Goday
- (2009) Edip, una trilogia
- (2010) La dona justa de Sándor Márai. Adaptació d'Eduardo Mendoza. Direcció: F. Berrués Interpreta a Marika
- (2011) El misàntrop de Molière. Direcció: George Lavudant. Interpreta a Arsinoé
- (2011) Un fràgil equilibri d'Edward Albee. Direcció: Mario Gas. Interpreta a Agnes
- (2012) Els missatgers no arriben mai de Biel Mesquida
- (2012-2013) Fragments de converses (epistolari Toldrà-Clausells). Direcció i dramatúrgia: Rosa Novell. Intèrprets: Rosa i Queco Novell
- (2014) L'última trobada de Sándor Márai. Direcció: Abel Folk. Interpreta a la Majordoma Niní

#### Com a directora
- (1997) Maria Rosa d'Àngel Guimerà. Adaptació de Josep Maria Benet i Jornet. Direcció: Rosa Novell
- (1998) Olga sola de Joan Brossa. Direcció: Rosa Novell
- (1999) Fedra de Jean Racine. Direcció: Rosa Novell
- (1999)Un'anima chiamata Puccini. Direcció: Rosa Novell. Direcció musical de Lorin Maazel
- (1999) Les dones sàvies de Molière. Direcció: Rosa Novell
- (1999)Il teatro alla moda de Benedetto Marcello
- (2004) Greus qüestions d'Eduardo Mendoza. Direcció: Rosa Novell
- (2005) Final de partida de Samuel Beckett. Direcció: Rosa Novell
- (2006) Vells temps de Harold Pinter. Direcció Rosa Novell
- (2008)El dia del profeta de Joan Brossa. Direcció: Rosa Novell
- (2008) Sin noticias de Gurb d'Eduardo Mendoza. Direcció: Rosa Novell

### Televisió
- (1977) Perversidad de Biel Mesquida. Realitzador: Manuel Lara. Protagonista
- (1977) La dama de les camèlies d'Alejandro Dumas. Sèrie: Lletres catalanes. Versió de Terenci Moix. Realització: Antoni Chic
- (1978) Club d'Àlex Broch, Realització: Manuel Lara. Protagonista
- (1978) La Xorca. Realització d'Antonio Chic
- (1978) Perduts al parking de Victor Mora. Realització de Sergi Shaaff
- (1979) Terra d'escudella. Capítol: Fregolismes. Realització de Manuel Lara. Interpreta a 6 personatges
- (1979) La mort baixa l'escala de X. Benguerel. Realització: A. Chic
- (1979) Festa amb Rosa Mª Sardà. Guió de Terenci Moix. Realització: J. Bas
- (1979-1980) Mare i fill, societat limitada de Terenci Moix. Realització: A. Chic
- (1980) La mort d'un líder. Realització: Justafré
- (1980) Hores d'amor i de tristesa d'Adrià Gual. Realització: M. Lara. Protagonista
- (1980) Somni d'una nit d'estiu de J. Bas
- (1980-1981) Quitxalla (infantil). Realització: F. Nel·lo i F. Hernández. Protagonista
- (1980-1981) Les Guillermines del rei Salomó de Joan Potau. Realització: Sergi Shaaff
- (1980-1981) Gran teatre. Interpreta Amanda
- (1981) Recital de poemes pel programa Poetes
- (1983) Conductora del programa d'art Art Flash. Direcció: Bartomeus
- (1983) Un encargo original. Capítol: El invitado número 11. Realitzador: Orestes Lara. Estudio uno
- (1984) Xou de la família Pera de Joan Pera
- (1984) Ahí te quiero ver. Programa de varietats. Realització: Shaaff
- (1988) Crònica negra de Ricard Reguant. TVC
- (1989) Tots els que cauen de Samuel Beckett. Direcció: Rosa Novell
- (1990) Restauració d'Eduardo Mendoza. TV movie
- (1992) Eh, Joe! de Samuel Beckett. Realització: Rosa Novell i Jesús Garay
- (1993) Un corazón solitario de Silvia Zade (TVE-Mabuse)
- (1993) Arnau. Els dies secrets de Ll. M. Güell. Sèrie dramàtica
- (1993) Vostè mateix... "l'altre" d'Orestes Lara
- (1994) Col·laboració a La tarda és nostra de Josep Cuní. Magazine. Presentadora de la secció Anuncis curiosos i extravagants publicats en la premsa
- (1994) Estació d'enllaç. Sèrie dramàtica de TVC
- (1995) Secrets de família (a partir del capítol 27). Interpreta a la Senyora Rocamora
- (1996) Un amor clarobscur
- (1996) Cròniques de la veritat oculta. Sèrie basada en els contes de Pere Calders
- (1996-1997) Nissaga de poder
- (1997) La tramontada
- (1997) Le grand batre. Sèrie per a la televisió francesa. Coproducció Hamster-I.C.C. de Barcelona
- (1999) Pepe Carvalho. Capítol: La soledad del manager
- (1999) Crims
- (2001) Germanes de sang
- (2002) La Mari. Telefilm de TVC-In Vitro
- (2002) Jet lag. Actriu convidada, episodi 21, Obsessions
- (2003) El cor de la ciutat. Interpreta a Nati
- (2004) Majoria absoluta. Interpreta a Rita Ventura
- (2011) 14 d'abril, Macià contra Companys. (Veu)

### Cinema
- (1976) Hic digitur dei. Interpreta a Llumeta
- (1981) El vicari d'Olot de Ventura Pons
- (1981) Te deix amor la mar com a penyora. Lambert Botey, sobre un conte de Carme Riera. Vídeo
- (1982) Makoki. Video-còmic
- (1983) Interior rojo. Direcció: Eugeni Anglada i Arboix. Interpreta a Rosa
- (1983) Aragon de Lambert Botey. Vídeo
- (1985) Lola de Bigas Luna
- (1985) Pasión lejana de Jesús Garay
- (1989) La banyera de Jesús Garay
- (1989) Dalí d'Antoni Ribas
- (1990) Lo más natural de Josefina Molina
- (1991) Els papers d'Aspern de Jordi Cadena
- (1992) El llarg hivern de Jaime Camino
- (1993) Rosa Rosae de Fernando Colomo
- (1994) El perquè de tot plegat de Ventura Pons
- (1995) El passatger clandestí d'Agustí Villaronga
- (1995) Libertarias de Vicente Aranda
- (1996) Razones sentimentales. Direcció: Antonio A. Farré
- (1996) Más allá del jardín de Pedro Olea
- (2004) El año del diluvio (Novel·la d'Eduardo Mendoza). Direcció: Jaime Chávarri
- (2008) Xtrems. Direcció: Abel FOlk i Joan Riedweg
- (2009) Deslliga't. Direcció: Jesús Font
- (2013) Curtmetratge Pilato, Pilato. Col·laboració amb l'Escola de cinema Bande à Part de Barcelona
- (2014) Stella cadente (Estel fugaç). Direcció: Luis Miñarro
- (2014) Rastres de sàndal. Direcció: Maria Ripoll
- (2015) El testament de la Rosa. Direcció: Agustí VIllaronga. Metratge autobiogràfic

### Poesia
- (1971) La pell de brau de Salvador Espriu. Muntatge sobre poemes. Grup Línia. Direcció: Román Martí
- (1982) Sagarra vist pels seus íntims. Presentació de l'acte amb Terenci Moix. Teatre Romea
- (1983) Festival de La cançó. Presentadora de l'acte
- (1984) Lectures poètiques de Josep Carner. Centenari Carner. Recital de Rosa Novell i Francesc Balcells. A la flauta: Montserrat Gascón i Castillo
- (1985) Cicle Teatre al mercat. Lectura de Salvador Espriu per Rosa Novell i Feliu Formosa. Violoncel: Adolfo Ruiz de Conejo. Músiques: J. S. Bach. Aula municipal de teatre, Lleida
- (1993) Carles Riba, filòsof arquitecte. Espectacle poètic acompanyada al piano per Agustí Fernández. Direcció: Rosa Novell i T. Vilardell. Pavelló Mies Van Der Rohe
- (1994) La rosa als llavis. Companyia Rosa Novell. Espectacle commemoratiu del centerari del naixement de Joan Salvat-Papasseit
- (1995) La paraula tan buscada. Lectura de poemes. Direcció: Xavier Albertí
- (1996) Dedicació. Recital de la vida i obra de Carner. Selecció de textos de Dolors Oller
- (1996) Suite-17 minuts. Homenatge a Joan Brossa. Casa Puig i Cadafalch, Mataró
- (1997) Records, la veu del modernisme. Lectura de Lluís Soler i Rosa Novell
- (1997) 6è cicle de poesia al teatre. A partir del llibre Mala heura, de Lu Xun. Teatre del Sol de Sabadell. Directora: Rosa Novell. Intèrprets: Rosa Novell, Mingo Ràfols, Ramon Vila i Minkang
- (1998) Cantar de los Cantares
- (1998) Veu de veus. Lectura de poemes a càrrec de Rosa Novell (Carner) i Lluís Soler (Vinyoli). Música i paraules, cicle cultural de tardor ’98. Districte de Sant Andreu
- (1998) Lectura poètica per al tema Vespres de poetes del programa pel foment de la lectura L'aventura de llegir-1998. Biblioteca Xavier Berenguel
- (1999) Homenatge ciutadà a Joan Brossa. Espai escènic Joan Brossa. Acció de Xavier Olivé. Coordinació: Mª Antonia Pélauzi
- (1999) De quan la gent parlava. Contes de Pere Calders. Lectura d'11 contes de Calders. Grec ’99
- (1999) Mundos poéticos del siglo XX. Homenatge a Rafael Alberti i poemes d'autors catalans i espanyols. Flauta travessera: David Albet. Theatre ouvert Luxembourgeois
- (1999)Passeig poètic pel segle XX. Lectura de poemes acopanyada de David Albet a la flauta. Recorregut poètic pel segle xx de poesia catalana i castellana. Luxemburgo, Estats Units (Boston) i Barcelona
- (2001) Passeig poètic pel segle XX. Recital de Rosa Novell. Flauta: David Albet. Crystal Room
- (2002) Música a la Unió Soviètica: “en ocasió de Lady Macbeth de Msenk”. Poemes d'Anna Akhmatora i Aleksandr Blok. Reciten Rosa Novell i Jaume Creus. Música: Dmitri Xostakóvitx. Gran teatre del Liceu
- (2002) Rosa Novell recita Àngel Planells. Flauta: David Albet. Capella de l'Esperança, Blanes
- (2004) De quan la gent parlava. Contes de Pere Calders. Lectura d'11 contes de Calders. Palau Robert (2a edició)
- (2004) Recital de Pablo Neruda. CaixaForum, agost del 2004
- (2006) Lectures de poemes de Pere Gimferrer. Selecció de textos de Tono Masoliver. Pavelló Mies van der Rohe
- (2006) Lectura de poemes a Rusiñol. Sitges
- (2007) Lectura poètica a càrrec de Rosa Novell. A la flauta: David Albert. Nits d'Estiu al CaixaFòrum de Barcelona. Descripció: de Joan Maragall a Carner, passant per Cernuda, Juan Ramón Jiménez, Gabriel Ferrater Blai Bonet i Pedro Salinas. Recorregut per la poesia contemporània catalana i castellana
- (2007) Recital poètic basat en l'obra de Cesare Pavese en el marc de l'exposició Cristòfol Pavesse (1908-2008). Violoncel: Fany Silvestre. Centre Cultural de la Fundació LaCaixa, Lleida
- (2007) Un passeig per la cultura catalana. La cultura catalana, convidada d'honor a la fira del llibre de Frankfurt 2007
- (2008) Soldadet de plom
- (2010) Colors interiors. Recital poètic al CaixaFòrum de Barcelona. Acte paral·lel a l'exposició del pintor Miquel Barceló. Reciten: Rosa Novell, Pepa López i Miquel Gelabert (poemes de Carner, Blai Bonet, Miquel Bauçà, Nicole d'Amonville, Pere Gimferrer, Biel Mesquida, Àngel Terron, Andreu Vidal i Joan Vinyoli). Coordinador de l'acte: Biel Mesquida. Música de Pascal Comelade
- (2011) Joan Maragall, el ciutadà. (150è aniversari del seu naixement).[18] Violoncel: Quim Alabau. Vila Joana
- (2012) Homenatge Institucional i Popular a Josep Maria de Sagarra. Direcció i guió escènics: Joan Ollé. Palau de la Música Catalana
- (2013) Miquel Martí i Pol, la teva poesia avui, ara és demà. Recital de poemes en el 10è aniversari de la mort del poeta. Rosa Novell recita Tot ha passat, i ara m'eixugo els llavis

### Ràdio
- Antígona de Salvador Espriu. Direcció i realització: Ricard Palmerola. Adaptació: Florència Grau. Radiotelevisió espanyola 4
- (1991) Tirant lo Blanc de Joanot Martorell. Adaptació radiofònica de Joan Ollé i Carles Guillén. Direcció: Jaume Villanueva
- (2003) Ràdionovel·la 1714, la pèrdua de la llibertat dels catalans. Catalunya Ràdio

### Altres
- (1985-1986) La traïció de Judes, vídeo-instal·lació de Lluís Nicolau. Interpreta a Marta
- (1988) Homenatge a Mercè Rodoreda en el 5è aniversari de la seva mort. Inauguració dels jardins Mercè Rodoreda. Lectura: Rosa Novell. Recital: Ramon Muntaner. Seu de l'Institut d'Estudis Catalans
- (1988) Homenatge a Margarida Xirgu. Teatre Goya. Rosa Novell recita un fragment de Mariana Pineda. Molins de Rei
- (1989) Simposi Actors i directors: Cinema i identitat cultural. Presentació de l'acte: Rosa Novell i altres. Dins del Festival Internacional de Cinema de Barcelona celebrat a la Diputació amb la col·laboració de la Universidad Internacional Menéndez y Pelayo
- (1991) Cicle de lectures dramatitzades sobre autors nord-americans de la companyiadel Teatre Urbà de Barcelona. Organitzat per l'Institut d'Estudis Nord-americans i el Centre Cívic Casa Elizalde
- (1992) Lectura de textos amb motiu de l'arribada de la torxa olímpica a Empúries (Jocs Olímpics de Barcelona)
- (1993) Mercè Rodoreda: un projecte teatral. Adaptació escènica de la biografia de l'autora escrita per Montserrat Casals amb textos d'Eduardo Mendoza. Interpretació de Rosa Novell
- (1994) Cicle de conferències Els oficis del teatre: actrius a escena (Tercera Mostra de Tallers de Teatre). Centre Cultural Fundació LaCaixa, Lleida
- (1995) Conferència Una lliçó de lectura en veu alta. Universitat Pompeu Fabra
- (1996) Taller sobre La Tragèdia a l'Institut del Teatre
- (1996) Conferència del senyor alcalde Pasqual Maragall i Mira La cultura, eix central de la Barcelona del segle XXI. MACBA
- (1997) Lectura de narracions a Rusiñol
- (1997) Presentació i conducció dels premis Winterthur-Economics
- (1997) Conferència Lectura de textos, Universitat Autònoma de Barcelona
- (1997) Conferència per al tema Sobre la tauleta de nit del programa de foment de la lectura L'aventura de llegir- 1997 a la Biblioteca Popular Jacint Laporta i Mercader
- (1997) Recepció de les Festes de primavera. Palauet de Can Buixeres, Ajuntament de l'Hospitalet de Llobregat
- (1997) Simo. Video-art de Jordi Colomer. Direcció d'actors
- (1997) Dinar de representants del teatre. Gabinet Tècnic de Relacions Públiques i Protocol. Ajuntament de Barcelona
- (1998) Música, paraules. Cicle cultural de tardor ’98. Barcelona
- (1998) Eldorado. Video-art de Jordi Colomer. Direcció d'actors
- (1999) Presentació del llibre Dones i teatre a Lleida en els actes commemoratius del Dia de la Dona Treballadora
- (1999) La chambre à coté. Video-art de Jordi Colomer. Interpretació i direcció. París
- (2006) Acte inaugural de l'any Rusiñol. Presentadora de l'acte. Barcelona
- (2006) Participació en concerts amb l'Orquestra de Cadaqués
- (2009) Lectura–interpretació del conte Aquella paret, aquella mimosa dins de l'acte de presentació de l'audiollibre Dotze dames i una reina. Any Rodoreda. Ateneu Barcelonès
- (2011) Representació amb motiu de l'acte Solidaritat amb el Sàhara. Auditori de Sant Fost
- (2013) Curtmetratge Pilato, Pilato. Col·laboració amb l'Escola de cinema Bande à Part de Barcelona